# آنجلو آیمو
آنجلو آیمو (انگلیسی: Angelo Aimo؛ زادهٔ ۱۷ نوامبر ۱۹۶۴) بازیکن فوتبال اهل ایتالیا است.
از باشگاه‌هایی که در آن بازی کرده‌است می‌توان به باشگاه فوتبال کومو، باشگاه فوتبال پروجا، باشگاه فوتبال مودنا، و باشگاه فوتبال کوزنتسا کالچو اشاره کرد.